# Cléden-Poher
Cléden-Poher (bretonisch Kledenn-Poc’hêr) ist eine französische Gemeinde im Westen der Bretagne im Département Finistère mit 1135 Einwohnern (Stand 1. Januar 2022).

## Lage
Der Ort befindet sich zentral im Westen der Bretagne nahe dem Ort Carhaix-Plouguer und dem Fluss Aulne. Quimper liegt 42 Kilometer südwestlich, die Groß- und Hafenstadt Brest 60 Kilometer nordwestlich und Paris etwa 460 Kilometer östlich (Angaben in Luftlinie).

## Verkehr
Cléden-Poher liegt nahe dem Schnittpunkt einiger überregionaler Verbindungsstraßen. Bei Landivisiau, Morlaix und Guingamp im Norden gibt es Abfahrten an der Schnellstraße E 50 Brest-Rennes und bei Châteaulin, Quimper und Lorient im Westen und Süden an der E 60 Brest-Nantes. In den vorgenannten Gemeinden befinden sich auch Bahnhöfe an den überwiegend parallel verlaufenden Regionalbahnstrecken.
Der Bahnhof von Brest ist Endpunkt des TGV Atlantique nach Paris.
Die Flughäfen Aéroport de Brest Bretagne nahe Brest und Aéroport de Lorient Bretagne Sud bei Lorient sind die nächsten Regionalflughäfen.

## Bevölkerungsentwicklung
| Jahr                       | 1962 | 1968 | 1975 | 1982 | 1990 | 1999 | 2010 | 2017 |
| Einwohner                  | 1125 | 1064 | 1011 | 1118 | 1130 | 1047 | 1094 | 1158 |
| Quellen: Cassini und INSEE |      |      |      |      |      |      |      |      |

## Sehenswürdigkeiten
- Kirche Mariä Himmelfahrt

Siehe auch: Liste der Monuments historiques in Cléden-Poher

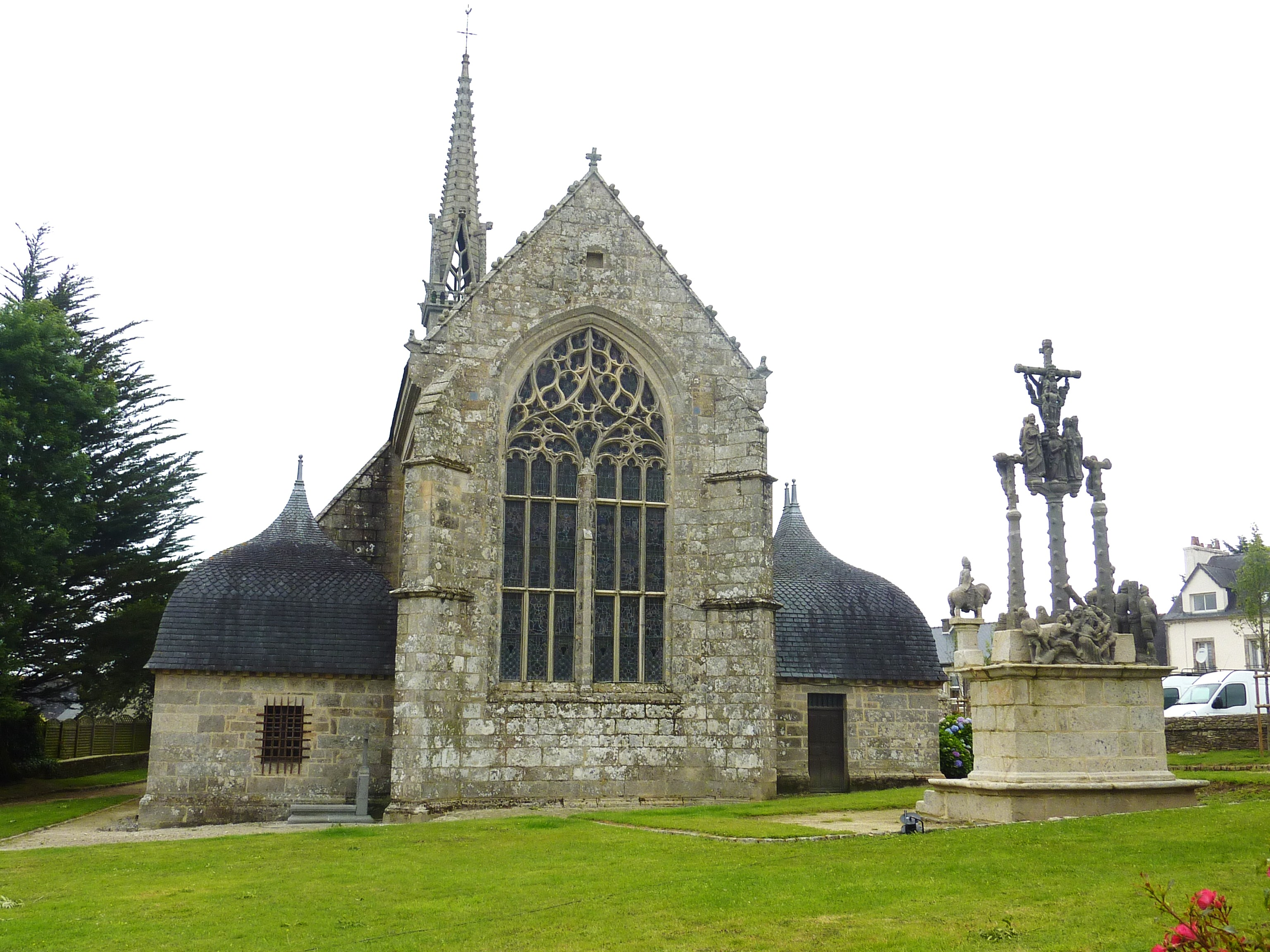
Kirche Mariä Himmelfahrt und Calvaire